# Вимпфен, Франц Эмиль Лоренц фон
Граф Франц Эмиль Лоренц фон Вимпфен (нем. Franz Emil Lorenz von Wimpffen; 1797—1870) — австрийский генерал, губернатор Триеста.

## Биография
Родился 2 апреля 1797 года в Праге, сын графа Франца Карла Эдуарда фон Вимпфена (1776-1842).
В австрийскую военную службу вступил в октябре 1813 года подпоручиком в 3-й егерский батальон и принимал участие в кампаниях 1813—1814 годов и в кампании 1815 года против Наполеона, состоял в армии Фримона в Италии.
В 1833 году произведён в полковники и назначен командиром 59-го пехотного полка. В сентябре 1838 года произведён в генерал-майоры и назначен командиром бригады в Триесте, в ноябре 1846 года получил чин фельдмаршал-лейтенанта и возглавил дивизию во 2-м армейском корпусе.
Отличился в кампании 1848 года, особенно в сражениях при Виченце и Кустоцце. В 1849 году сражался в Папской области, захватил Болонью и Анкону. 25 июня 1849 года российский император Николай I пожаловал Вимпфену орден св. Георгия 4-й степени (№ 8243 по кавалерскому списку Григоровича — Степанова)
В воздаяние блистательной храбрости и примерного мужества.
26 марта 1850 года награждён командорским крестом ордена Марии Терезии.
В октябре 1849 года Вимпфен, с производством в фельдейхмейстеры, был назначен гражданским и военным губернатором Триеста и временным главнокомандующим военно-морским флотом. С сентября 1854 года он командовал 1-м армейским корпусом.
В 1861 году Вимпфен был произведён в генерал-фельдцейхмейстеры и вышел в отставку. Скончался 26 ноября 1870 года в Гориции под Триестом.
Его сыновья:
- Генрих Эмиль (1827—?)
- Феликс (1827—1882) — дипломат, посол Австрии в Париже и Риме.

## Награды
- Военный орден Марии Терезии, командорский крест (26.03.1850)[1]
- Военный орден Марии Терезии, рыцарский крест (27.11.1848)[1]
- Австрийский орден Леопольда, большой крест (26.03.1850)[1]
- Армейский крест 1813/14
- Крест «За военные заслуги»
- Орден Церингенского льва, большой крест (Великое герцогство Баден)
- Крест Чести и Преданности (Мальтийский орден)
- Орден Святого Георгия и Воссоединения, большой крест (Королевство Обеих Сицилий)
- Константиновский орден Святого Георгия, большой крест (Пармское герцогство)
- Орден Святого Георгия 4-й степени (07.07(25.06).1849, Россия)
- Орден Святой Анны 1-й степени (Россия)
- Орден Святого Григория Великого, большой крест (Святой Престол)